# Кардинес, Рио
Рио Соломон Кардинес (англ. Rio Solomon Cardines; род. 7 января 2006, Стивенидж, Англия) — английский и тринидадский футболист, защитник клуба «Кристал Пэлас».

## Карьера

### Клубная
Воспитанник «Стивениджа». В 16 лет перешел в академию клуба «Кристал Пэлас». Вместе с составом до 21 года побеждал в молодежном Кубке английской Премьер-Лиге. В июле 2024 года Кардинес заключил профессиональный контракт с «Кристал Пэлас», продолжив выступать за его молодежную команду. В ее составе он принял участие в Кубке Английской футбольной лиги

### В сборной
Родившись в Англии, Рио Кардинес имеет тринидадское происхождение по своему отцу. В 2023 году он получил гражданство Тринидада и Тобаго. Вызывался в юниорские сборные этой страны.
27 мая 2025 года Кардинес дебютировал за взрослую тринидадскую национальную команду в матче товарищеского турнира против Ямайки (2:3). 5 июня футболист вошел в заявку «воинов сока» для участия в Золотом кубке КОНКАКАФ.

## Достижения
«Кристал Пэлас»
- Обладатель Суперкубка Англии: 2025